# Rollo May
Rollo Reece May, född 21 april 1909 i Ada, Ohio, död 22 oktober 1994 i Tiburon, Kalifornien, var en amerikansk psykolog. May skrev Love and Will, publicerad 1969. Han förknippas med humanistisk psykologi. Tillsammans med Viktor Frankl var han en förkämpe för existentiell psykoterapi. May var nära vän till Paul Tillich och påverkades starkt av honom.
Han studerade under Alfred Adler. Han avlade 1949 doktorsexamen i klinisk psykologi vid Columbia University. Rollo May har en central roll i Jan Troells film Sagolandet från 1988.

## Svenska översättningar
- Kärlek och vilja (Love and will) (översättning Philippa Wiking, Aldus/Bonnier, 1972)
- Makt och oskuld – och frågan om våldets orsaker (Power and innocence) (översättning Margareta Edgardh, Aldus/Bonnier, 1974)
- Modet att skapa (The courage to create) (översättning Margareta Edgardh, Aldus, 1976)
- Ångest: en utmaning: teorier, fallstudier (The meaning of anxiety) (översättning Margareta Edgardh, Bonnier, 1980)
- Friheten och ödet (Freedom and destiny) (översättning Margareta Edgardh, Bonnier fakta, 1983). Ny upplaga 1995 med titeln Frihet och öde
- Den omätbara människan: om människosynen i existentiell psykologi och terapi (The discovery of being: writings in existential psychology) (översättning Margareta Edgardh, Bonnier, 1986)
- Ropet efter myten: om den moderna tidens mytologi (The cry for myth) (översättning Suzanne Almqvist, Rabén & Sjögren, 1992)